# Aspidoproctus mirabilis
Aspidoproctus mirabilis är en insektsart som först beskrevs av Cockerell 1901.  Aspidoproctus mirabilis ingår i släktet Aspidoproctus och familjen pärlsköldlöss. Inga underarter finns listade i Catalogue of Life.